# Nebelwald-Kreischeule
Die Nebelwald-Kreischeule (Megascops marshalli, Synonym: Otus marshalli) ist eine Art aus der Familie der Eigentlichen Eulen. Sie kommt ausschließlich in Südamerika vor.

## Erscheinungsbild
Mit einer Körpergröße von etwa 20 bis 23 Zentimetern ist die Nebelwald-Kreischeule innerhalb ihrer Gattung eine mittelgroße Art. Sie hat ein rötlich-braunes Gefieder und sehr kurze Federohren. Der Gesichtsschleier ist von einem breiten, dunklen Rand umgeben. Die Augen sind braun. Die Körperunterseite weist weiße Flecken auf, die von schwärzlichen Längsstreifen und rötlich-braunen Querstreifen unterbrochen sind. Die Körperoberseite ist kastanienbraun mit schwarzen Flecken und einem weißen Band auf den Schultern. Die Läufe sind bis zu den Zehen befiedert. 
Ihre Gefiederfärbung ist so ungewöhnlich, dass die Nebelwald-Kreischeule verhältnismäßig eindeutig zu identifizieren ist. Die Rostkreischeule ist deutlich größer und die Zimtkreischeule weist ein eher einheitlich zimtbraunes Gefieder ohne die auffällige Musterung auf.

## Verbreitung und Lebensraum

Verbreitungsgebiet (grün) der Nebelwald-Kreischeule

Das Verbreitungsgebiet der Nebelwald-Kreischeule ist verhältnismäßig klein und beschränkt sich auf den Osten Perus und den Norden Boliviens. Sie ist ein Standvogel, der Nebelwälder mit einem reichen Epiphyten- und Mooswachstum besiedelt. Die Höhenverbreitung reicht von etwa 1.920 bis 2560 Meter über NN. Sie besiedelt damit etwas höhere Regionen als die Rostkreischeule und kommt mitunter im gleichen Gebiet wie der Bolivienzwergkauz vor.

## Lebensweise
Die Nebelwald-Kreischeule ist eine ausschließlich nachtaktive Eulenart. Die erst 1981 wissenschaftlich beschriebene Eule ist bislang nur unzureichend erforscht. Vermutlich gleicht sie in ihren Lebensgewohnheiten den anderen Kreischeulen. Ihr Nahrungsspektrum besteht vermutlich wie bei den anderen Arten überwiegend aus Insekten sowie in einem geringeren Maße kleine Wirbeltiere. Die Fortpflanzungszeit fällt vermutlich in den Zeitraum Juni bis August.